# Omonia BC
Omonia BC, conocido por motivos de patrocinio como Papa Johns Pizza Omonia Nicosia, es un club de baloncesto chipriota, con sede en la ciudad de Nicosia. Fue fundado en 1948. Compite en la Primera División de Baloncesto de Chipre, la primera competición de su país. Disputan sus partidos como local en el Eleftheria Indoor Hall, con capacidad para 6.800 espectadores.

## Temporadas
| Temporada | Posición |
| --------- | -------- |
| 1991–1992 | 1º       |
| 1992–1993 | 2º       |
| 1993–1994 | 2º       |
| 1994–1995 | 1º       |
| 1997–1998 | 10º      |
| 1998–1999 | 12º      |
| 1999–2000 | 1º       |
| 2000–2001 | 7º       |

| Temporada | Posición |
| --------- | -------- |
| 2001–2002 | 9º       |
| 2002–2003 | 7º       |
| 2003–2004 | 7º       |
| 2004–2005 | 7º       |
| 2005–2006 | 7º       |
| 2006–2007 | 3º       |
| 2007–2008 | 5º       |
| 2008–2009 | 9º       |

| Temporada | Posición    |
| --------- | ----------- |
| 2009–2010 | 8º          |
| 2010–2011 | 8º          |
| 2011–2012 | 6º          |
| 2012–2013 | 8º          |
| 2013–2014 | 4º (Div. B) |
| 2014–2015 | 7º          |

## Palmarés
- Semifinalista en Liga:
  - 2007, 2008
- Subcampeón de Copa:
  - 2003